# 原山紅花
原山 紅花（はらやま べにか、1月28日 - ）は、元テレビ信州 (TSB) のアナウンサー。

## 略歴
新潟県新潟市出身。青山学院大学卒業。
2013年4月1日にテレビ信州に入社し、同局のアナウンサーになる。同局では、入社当日から『ゆうがたGet!』のMCを務めていた。
2016年4月1日をもって『ゆうがたGet!』を卒業。そして同年4月30日付でテレビ信州を退社した。

## 担当番組
- ゆうがたGet!（2013年4月1日 - 2016年4月1日）